# RMS Baltic
Il RMS Baltic fu un transatlantico britannico della compagnia di navigazione White Star Line, varato nel 1903. Faceva parte della classe Big Four, e al momento del suo varo la nave era la più grande al mondo.
Durante la sua carriera prestò servizio tra Liverpool e New York. Fu vittima di numerosi incidenti minori, ma divenne famosa per il soccorso prestato nel 1909 al Republic, scontratosi con un'altra nave. Nell'aprile 1912 il Baltic ricevette anche i segnali di soccorso del Titanic, ma era troppo lontano per intervenire durante il suo affondamento.
Durante la prima guerra mondiale funse da nave trasporto truppe. Sopravvisse a un tentativo di speronamento e trasportò le prime truppe americane in Europa, comandate dal generale John Pershing. Dopo la guerra la nave continuò il suo servizio commerciale durante gli anni 1920. Diventata troppo vecchia, fu infine radiata nel 1932 e demolita l'anno successivo, dopo quasi trent'anni di carriera.

## Progettazione e caratteristiche

### Costruzione
Poco prima della sua morte, il presidente della White Star Line Thomas Henry Ismay iniziò a concentrarsi su navi più lente ma più grandi, compensando la perdita di velocità dovuta a grandi risparmi con maggiore comodità e migliore capacità di trasporto. Nel 1901 entrò quindi in servizio la prima nave della classe Big Four, il Celtic, seguito due anni dopo dal Cedric. Una terza nave iniziò a essere costruita nei cantieri Harland & Wolff di Belfast: era il Baltic, la seconda nave a portare questo nome all'interno della flotta della compagnia, ispirata da una delle prime navi a vapore negli anni 1870.
Il Baltic in origine doveva avere la stessa dimensione dei suoi due predecessori, ma l'azienda decise d'ingrandirla ulteriormente. La cosa non fu facile, poiché lo scafo era già stato disegnato e costruito; la nave venne quindi tagliata a metà e la parte posteriore arretrata di quasi sei metri per fare spazio a nuove sezioni. Questa aggiunta aumentò la sua stazza complessiva di quasi 3000 tonnellate, conferendo più spazio ai passeggeri.
La nave fu varata il 21 novembre 1903, e in breve tempo divenne una delle più popolari della flotta della White Star Line.

### Caratteristiche

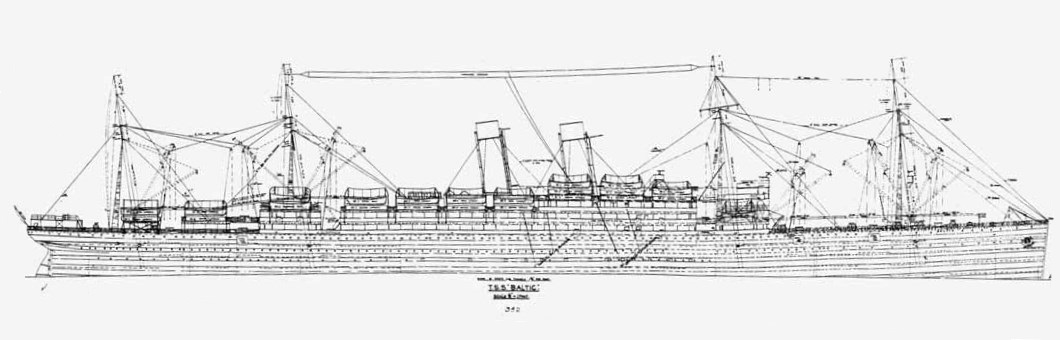
Schizzo del profilo del Baltic.

Una versione ingrandita del Celtic e del Cedric, con una lunghezza di 222,2 m, una larghezza di 23 m e una stazza di 23 884 tonnellate, il Baltic era all'epoca il più grande transatlantico del mondo. Lo scafo era nero e impreziosito da una sovrastruttura bianca, mentre i suoi camini color ocra erano sormontati da un anello anch'esso nero, colorazione caratteristica delle navi della White Star Line. Il Baltic aveva anche quattro alberi, il primo con la coffa, mentre i seguenti fungevano da supporto per i cavi telegrafici. La nave aveva quattro ponti continui, nonché un ponte superiore e diverse sovrastrutture.
Spinta da due eliche alimentate da motori a vapore a tripla espansione a 8 cilindri, la nave poteva raggiungere una velocità media di 16 nodi e una massima di 17. Le sue macchine inizialmente sviluppavano una potenza di 14 000 cavalli, con un massimo di 15 000. Per via della sua stazza, il consumo di carbone era leggermente superiore a quello del Celtic e del Cedric (280 tonnellate al giorno invece di 260). Era alimentato dall'elettricità ed era dotato di impianti di raffreddamento.
Il Baltic aveva strutture sontuose, come la sua sala da pranzo dal soffito in vetro e la sua sala fumatori decorata con vetri colorati. Le strutture di seconda classe erano più ampie rispetto a quelle delle altre navi contemporanee. Poteva trasportare 425 passeggeri di prima classe, 450 di seconda classe e 2000 di terza classe; il Baltic si prospettava quindi come una nave orientata alle clientele ricche, poiché prima e seconda classe avevano più posti rispetto alle altre navi della White Star Line, mentre la terza classe era ridotta.
Nel 1921 il Baltic fu riorganizzato e la sua capacità di terza classe ridotta a 1166 posti. Nel 1927 fu nuovamente ristrutturato per trasportare 393 passeggeri di classe cabina, 339 di classe turistica e 1150 di terza classe. La nave contava inoltre 560 membri dell'equipaggio.

## Servizio

### Un debutto con incidenti

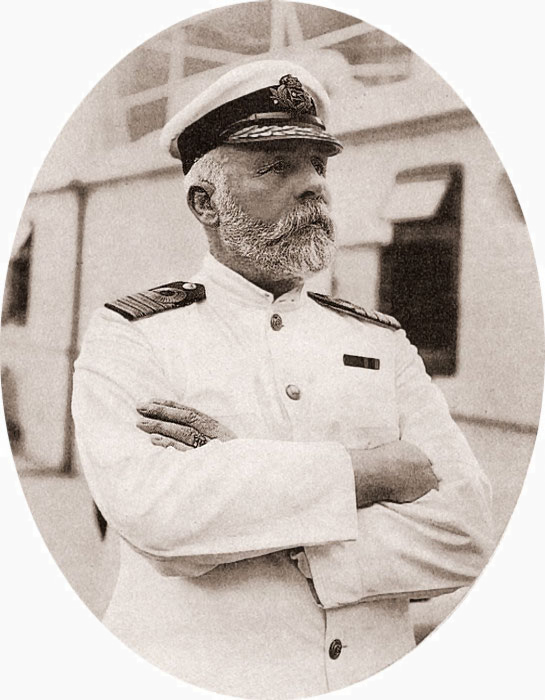
Edward Smith, primo capitano del Baltic.

Il Baltic intraprese il suo primo viaggio il 29 giugno 1904 sulla tratta Liverpool-New York, sotto il comando di Edward Smith, suo comandante fino al 1907. I primi tempi furono pieni di incidenti: nel maggio 1905 fu vittima di un guasto alle macchine durato sei ore; il 3 novembre 1906 scoppiò un incendio in una delle stive; il 13 aprile 1907 colpì e affondò una chiatta carica di carbone nel porto di New York; nel mese di agosto 1908 sostenne un nuovo incendio, che provocò 10 000 dollari di danni.
Il 30 giugno 1910 colpì infine la petroliera Standard, che lasciò un enorme foro nello scafo del Baltic e provocò un ferito (poco dopo la petroliera, trainata fino a Copenaghen, fu distrutta da un incendio, probabile conseguenza di versamenti interni di petrolio in seguito all'incidente col Baltic).

### Soccorso alRepublice alTitanic

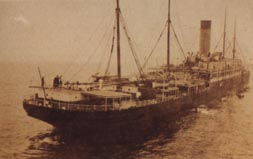
Il Republic poco prima di affondare.

Il 23 gennaio 1909 il piroscafo Republic, anch'esso della White Star Line, venne speronato dal piroscafo italiano Florida al largo delle coste degli Stati Uniti, rimanendo gravemente danneggiato dall'impatto e in procinto di affondare. Il suo operatore radio, Jack Binns, telegrafò quindi il segnale di soccorso CQD, utilizzato all'epoca dalle stazioni della compagnia di Guglielmo Marconi. Il segnale venne raccolto dall'operatore radio del Baltic, Tattersall, verso le sei del mattino, e la nave, allora sita a 64 miglia dal luogo della collisione, fece marcia indietro per salvare i naufraghi.
Una fitta nebbia pervadeva quella zona di mare, e il Baltic brancolò alla cieca per ore tentando di rintracciare il Republic. Rintracciate le navi in difficoltà solo dopo molte ore, il Baltic, allora semivuoto, caricò i passeggeri sia del Republic che del Florida, effettuando una delle più grandi evacuazioni marittime fino ad allora tentate.
Tre anni dopo rimase coinvolto in un altro famoso naufragio che colpì la White Star Line. Il 14 aprile 1912, partito da poco da New York, segnalò infatti al Titanic, impegnato sulla rotta inversa, la presenza di iceberg, venendo tuttavia ignorato. Quando il Titanic si trovò in procinto di affondare, anche il Baltic ricevette il suo SOS, ma era ormai troppo lontano per poter prestare soccorso.

### La prima guerra mondiale

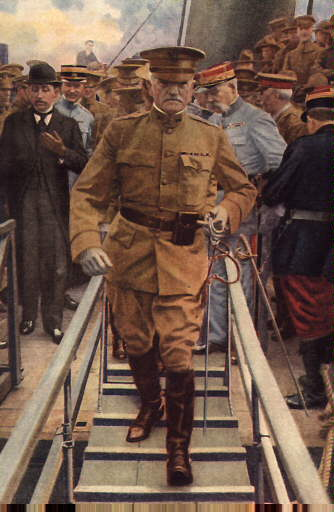
John Pershing e le prime truppe americane arrivarono in Francia a bordo del Baltic.

Quando scoppiò la prima guerra mondiale, fino al 1916 il Baltic continuò il suo servizio di linea. La nave venne infine requisita per servire come trasporto truppe. Il 26 aprile 1917 il Baltic fu attaccato dal sommergibile tedesco UC 66, che cercò senza successo di affondarlo. Il 28 maggio successivo il Baltic viene scelto per trasportare le prime truppe americane in Europa, e su di esso viaggiò anche il loro comandante John Pershing. Per celebrare l'evento venne quindi installata una targa commemorativa nella sala principale della nave.
Durante la guerra trasportò anche grandi quantità di petrolio. Durante i primi dieci mesi del 1918 portò 32 000 soldati canadesi in Francia. Infine, al termine del conflitto, 12 dicembre dello stesso anno il Baltic venne riconsegnato alla White Star Line e poté riprendere il servizio civile.

### Dopo la guerra

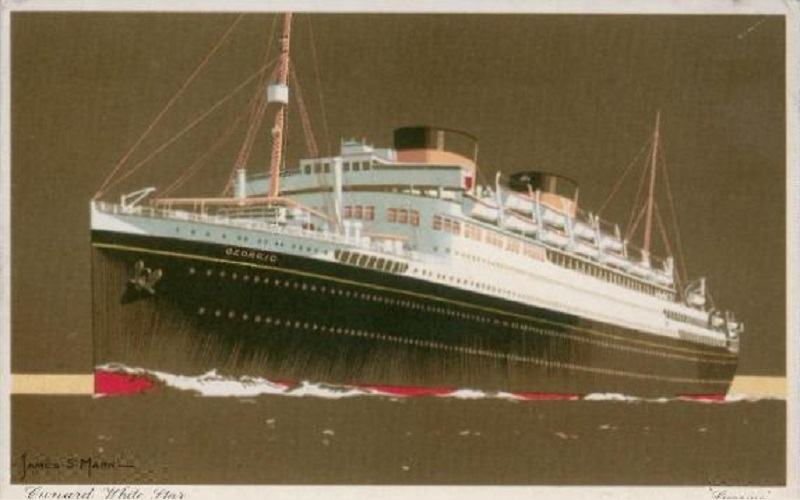
L'entrata in servizio del Georgic portò alla radiazione e alla demolizione del Baltic.

Tornato in servizio tra Liverpool e New York, le prestazioni del Baltic non erano comunque più paragonabili agli anni prebellici. Il numero di migranti che attraversavano l'Atlantico era inferiore a quello di prima della guerra, e la capacità di terza classe del transatlantico venne quindi diminuita a 1.166 passeggeri. Nel 1924 le caldaie della nave vennero sostituite da modelli più recenti, mentre l'8 ottobre dello stesso anno, mentre si trovava al porto di New York, venne colpita da un'altra nave alla deriva; entrambe le imbarcazioni furono danneggiate solo superficialmente e poterono presto riprendere il servizio.
Nel 1927 la nave venne ulteriormente modernizzata per offrire tariffe più modeste, puntando non più al mercato dell'emigrazione di massa ma a quello del lusso e del turismo. Il 6 dicembre 1929 il Baltic prestò soccorso ad una scuna, la Northern Light, al largo di Terranova. Il mese successivo ebbe un incidente scontrandosi con un molo a Liverpool e danneggiando una delle sue eliche; ci vollero nove ore per riparare il danno.
A causa della crisi del '29 la White Star Line visse un periodo di grave disagio economico, e nel 1930 la messa in servizio del Georgic, più grande e moderno, segnò il destino del Baltic, che fece la sua ultima traversata il 17 settembre 1932. Venduta ai demolitori giapponesi all'inizio del 1933 per 33 000 sterline britanniche, il transatlantico lasciò Liverpool per dirigersi ad Osaka, venendo in seguito demolito.

## Lista dei capitani
Di seguito una lista dei capitani del Baltic:
- 1904-1907 Edward Smith
- 1907-1915 Joseph Ranson
- 1915 Frank Beadnell
- 1915-1917 William Finch
- 1917 Joseph Ranson, seconda volta
- 1917 William Finch, seconda volta
- 1917 R. O. Jones
- 1917-1918 William Finch, terza volta
- 1918 F. B. Howarth
- 1918 William Finch, quarta volta
- 1918 George Metcalfe
- 1918-1920 William Finch, quinta volta
- 1920 J. O. Carter
- 1920 A. Hambelton
- 1921 F. B. Howarth, seconda volta
- 1921-1922 Frank Beadnell, seconda volta
- 1922-1924 J. Roberts
- 1924-1925 V. W. Hickinson
- 1925-? Alan Glass